# Apocephalus opimus
Apocephalus opimus är en tvåvingeart som beskrevs av Brown 2002. Apocephalus opimus ingår i släktet Apocephalus och familjen puckelflugor. Inga underarter finns listade i Catalogue of Life.